# Železniční trať Čáslav–Třemošnice
Železniční trať Čáslav–Třemošnice (v jízdním řádu pro cestující označená číslem 236) je jednokolejná regionální železniční trať na rozhraní Středočeského a Pardubického kraje. Je dlouhá 17 km. Vychází ze samostatného (místního) nádraží v Čáslavi naproti „hlavnímu“ nádraží na trati Kolín – Havlíčkův Brod, k němuž je spojení přes dvojitou úvrať. Další úvrať na trati je v dopravně Žleby.
Doprava byla zahájena v roce 1881 do Žleb, o rok později zprovozněno pokračování do Třemošnice. Na odbočce ze Skovic do Vrd byla ukončena pravidelná osobní doprava v roce 1955, v roce 1975 byla změněna na vlečku. Trať v úseku z Čáslavi ke Skovicím vede v těsném sousedství silnice, některé dopravní značky jsou dokonce až za tratí.
Provoz na trati není silný, jezdí zde pouze osobní vlaky Českých drah, na které je nasazena dvojice motorových vozů 810. Nákladní vlaky jezdí velmi zřídka a jedná se vesměs pouze o manipulační vlaky, tažené lokomotivou 742.[zdroj?]

## Nehody
Dne 4. března 2019 se mezi Ronovem nad Doubravou a Žleby srazil osobní vlak 15912 obsluhovaný samostatným motorovým vozem 810 s protijedoucím nákladním manipulačním vlakem 84261 tvořeným lokomotivou řady 742 a třemi prázdnými vozy. Při srážce bylo zraněno šest osob, z toho jedna vážně, věcná škoda byla vyčíslena na zhruba 1,5 milionu korun. Příčinou nehody byla chyba strojvedoucího osobního vlaku, který nesplnil ohlašovací povinnost (trať totiž není vybavena zabezpečovacím zařízením a funguje podle zjednodušeného řízení) a nedovoleně odjel z dopravny na úsek obsazený nákladním vlakem.

## Galerie

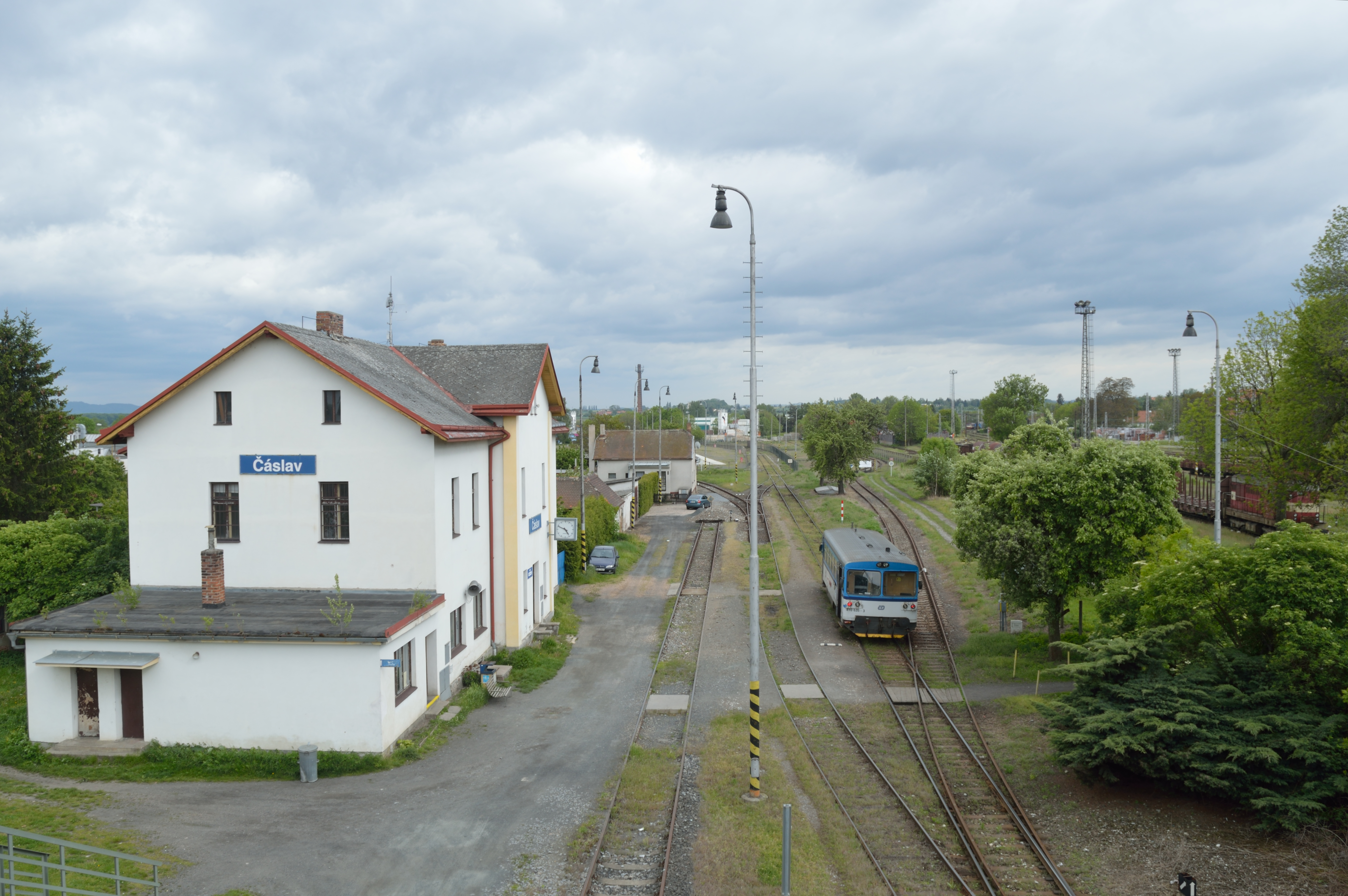
místní nádraží v Čáslavi
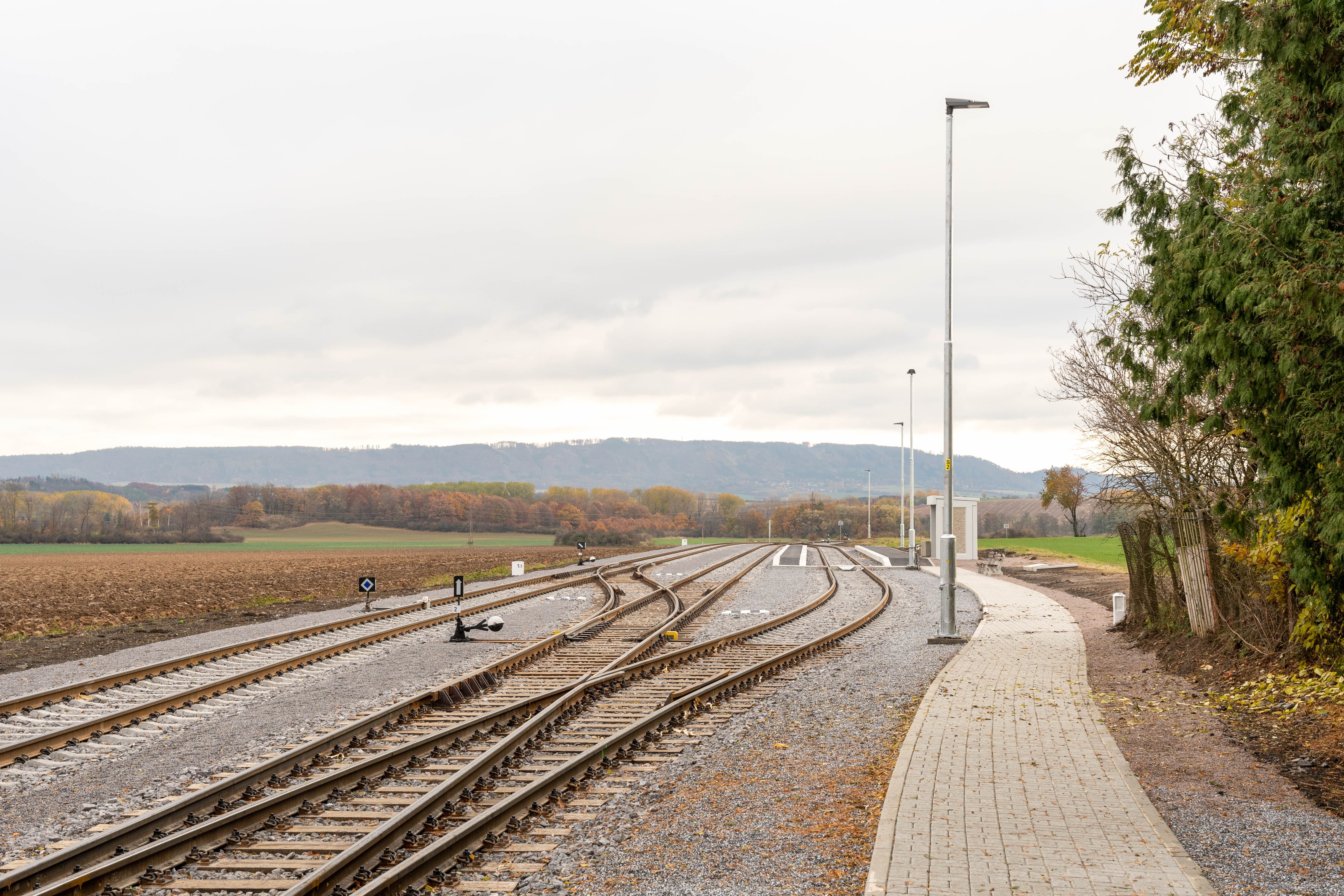
dopravna Skovice
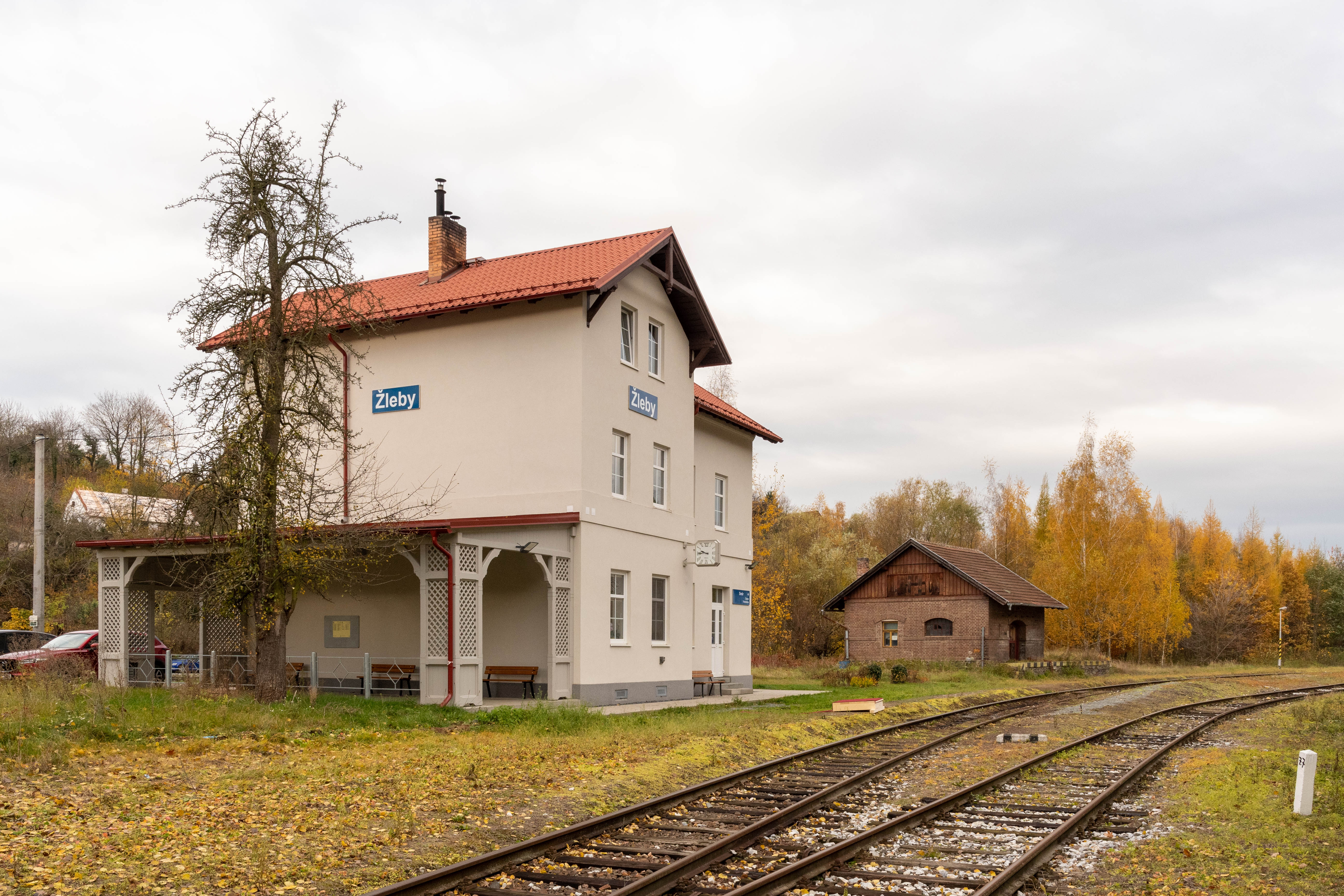
dopravna Žleby
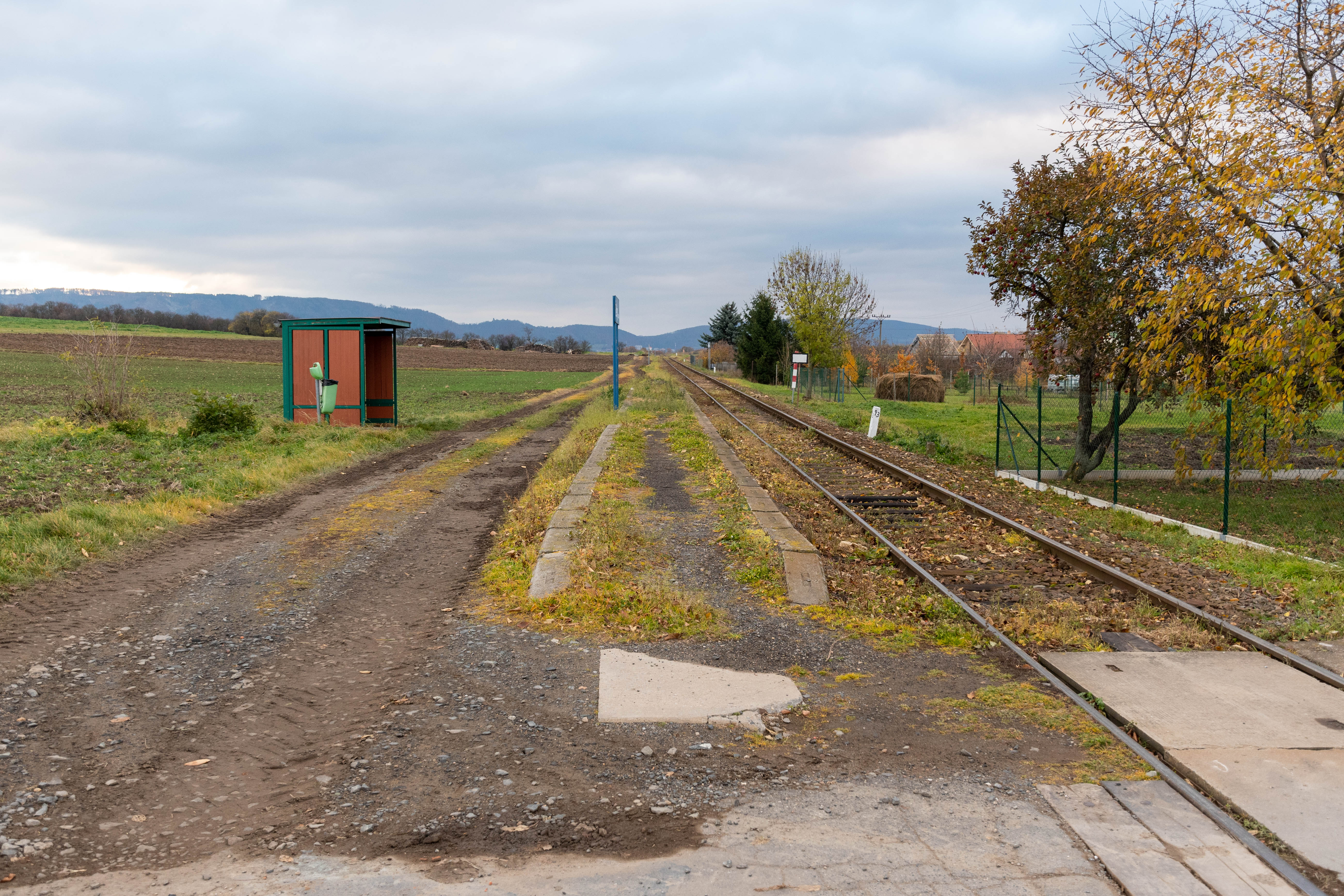
zastávka Žleby zastávka
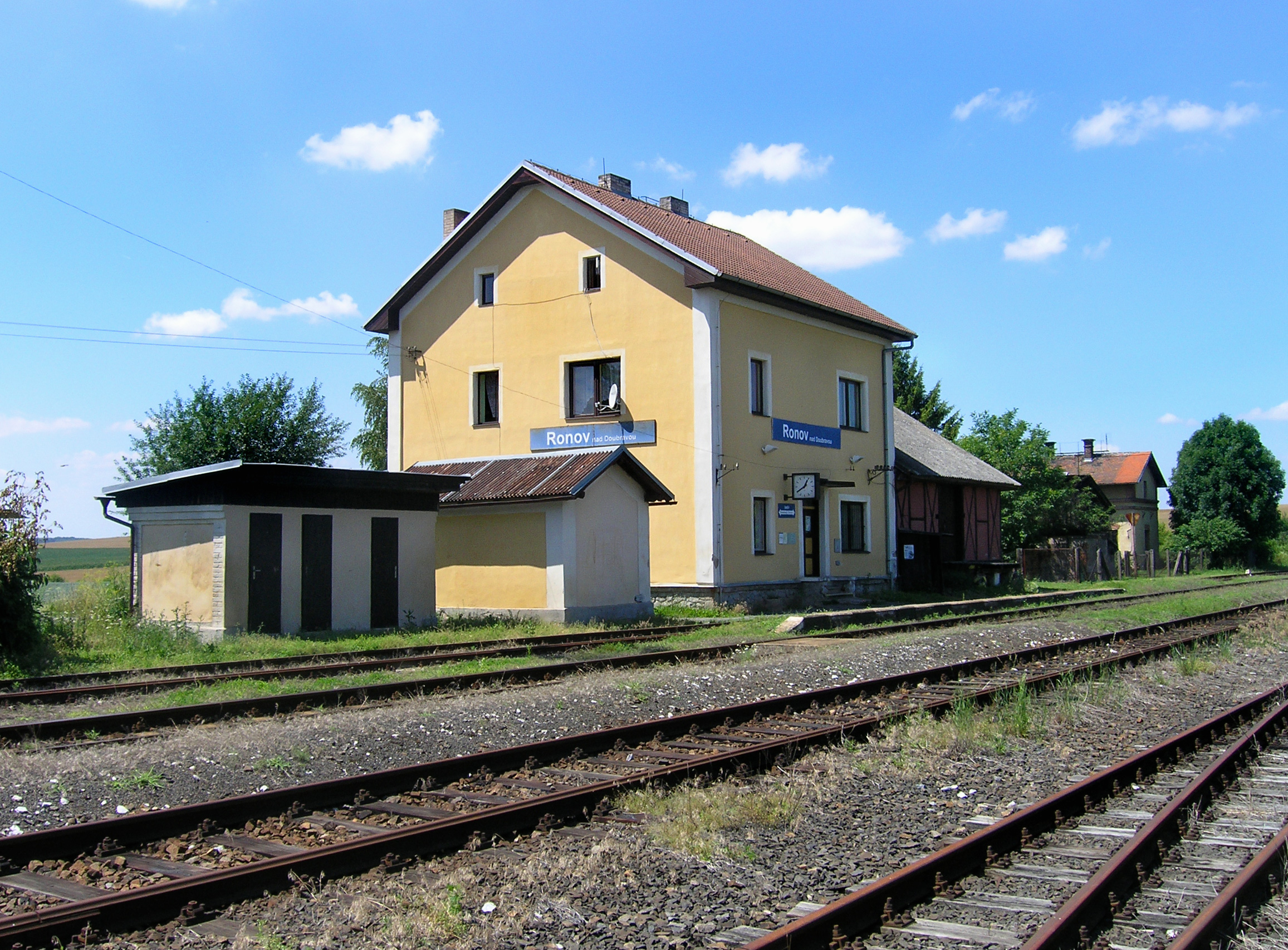
dopravna Ronov nad Doubravou
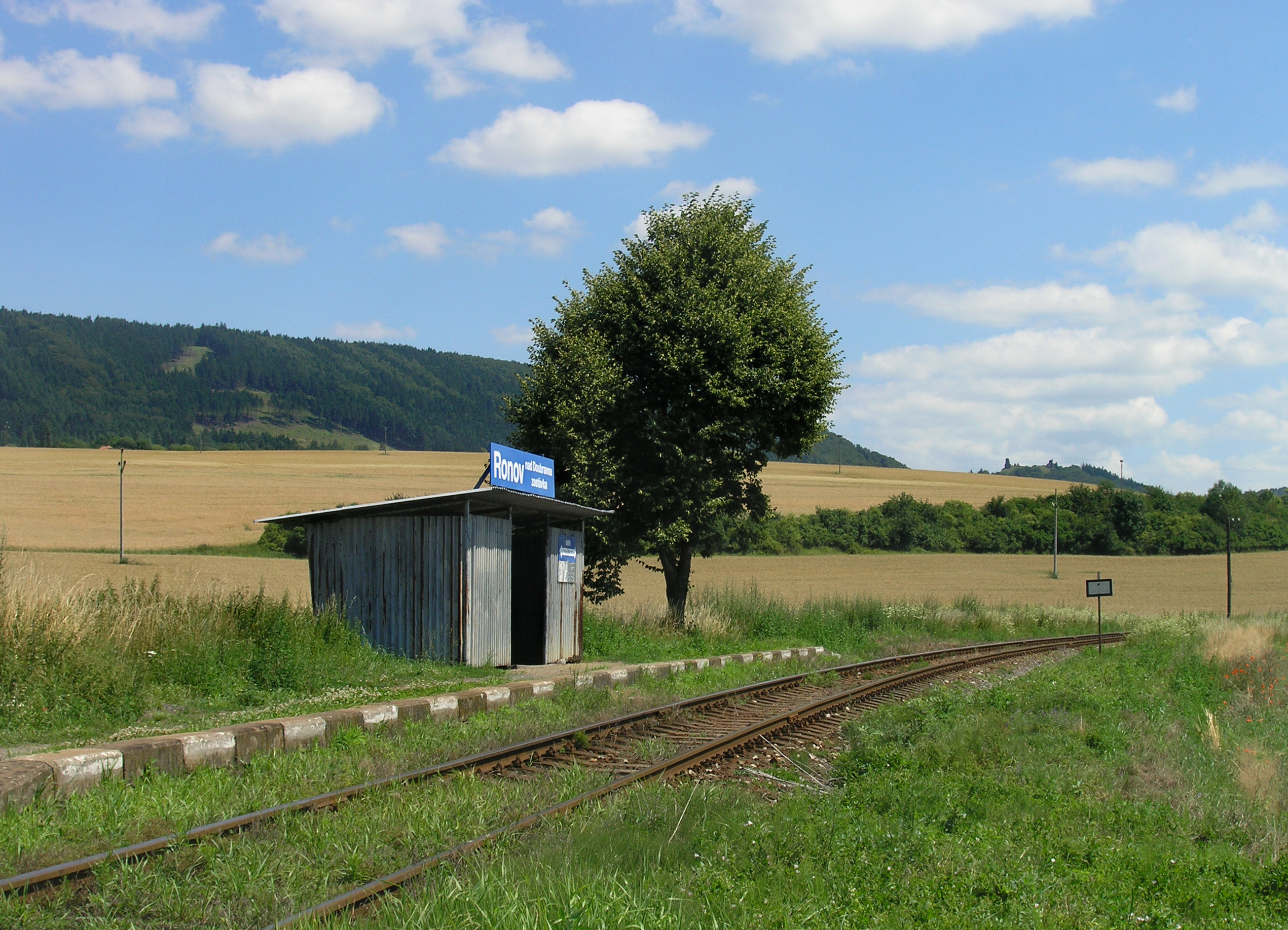
Ronov nad Doubravou zastávka
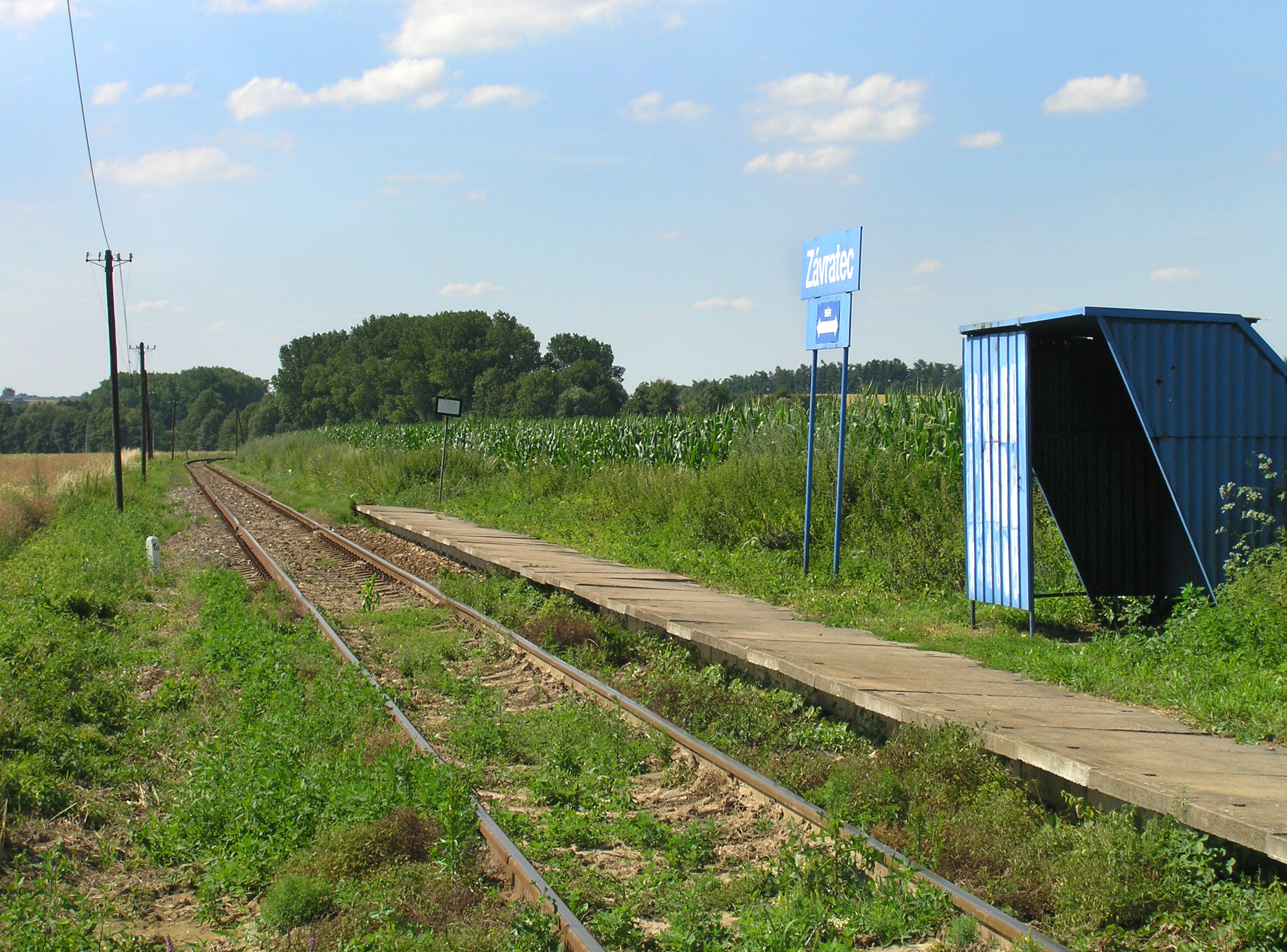
zastávka Závratec
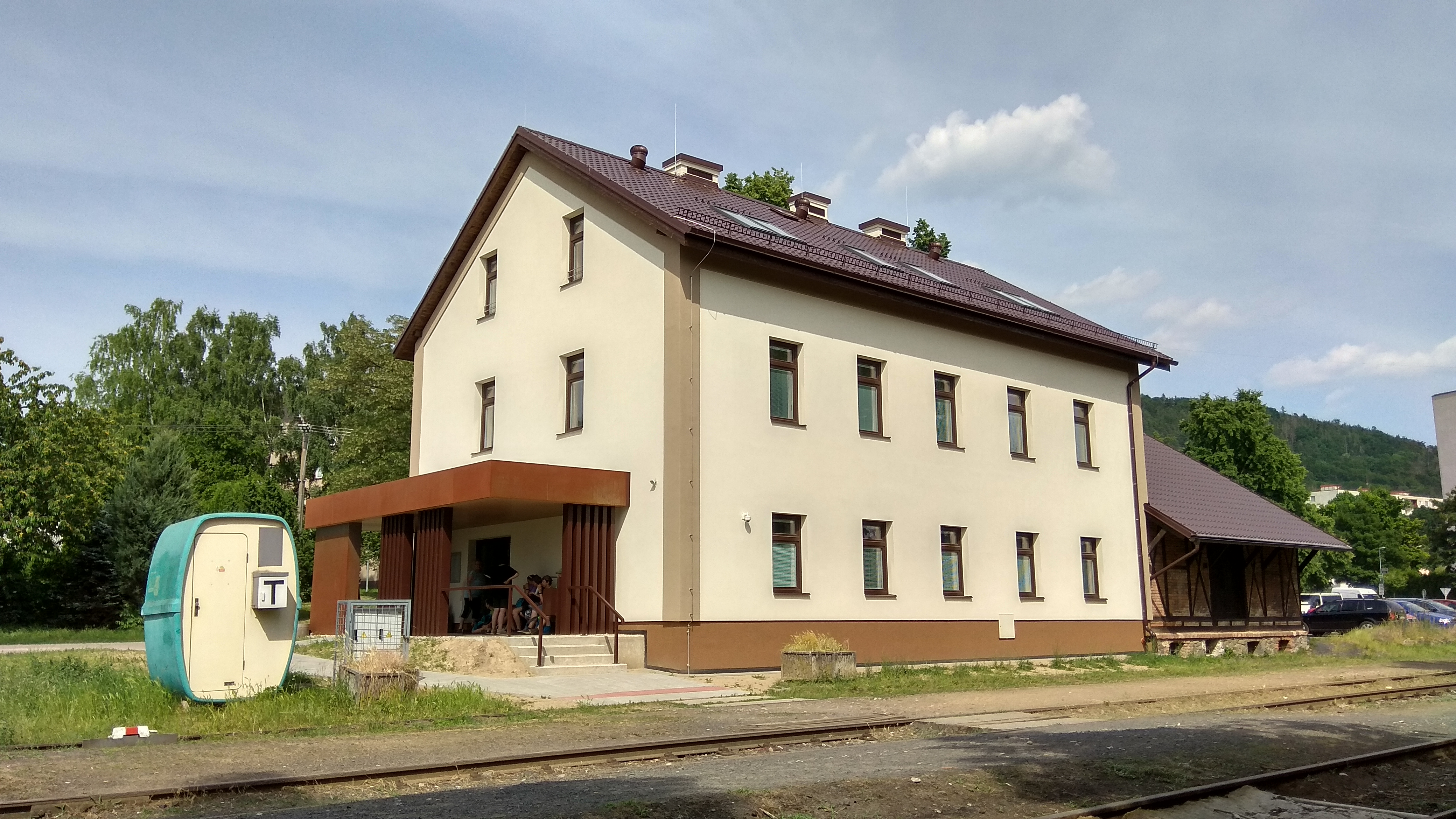
dopravna Třemošnice

## Navazující tratě

### Čáslav
- Železniční trať Kolín – Havlíčkův Brod (Kolín – Kutná Hora hl. n. – Čáslav – Světlá nad Sázavou – Havlíčkův Brod)
- zrušená železniční trať Čáslav–Močovice

### Skovice
- Železniční trať Skovice – Vrdy-Bučice, změněná na vlečku